# Wybory parlamentarne w Luksemburgu w 2004 roku
Wybory parlamentarne w Luksemburgu w 2004 roku odbyły się 13 czerwca 2009 jednocześnie z wyborami do Parlamentu Europejskiego VI kadencji. W ich wyniku wybrano łącznie 60 posłów do Izby Deputowanych. Wybory zakończyły się zwycięstwem chadeków Jeana-Claude'a Junckera, którzy utworzyli koalicję rządową z socjalistami w miejsce dotychczasowej z demokratami. Frekwencja wyborcza wyniosła 91,9% (głosowanie obowiązkowe) – wyborcy zależnie od okręgu mogli oddawać różną liczbę głosów.

## Wyniki wyborów
| Partia                                                      | Głosy     | %     | Mandaty | Zmiana |
| ----------------------------------------------------------- | --------- | ----- | ------- | ------ |
| Chrześcijańsko-Społeczna Partia Ludowa                      | 1 103 825 | 36,1  | 24      | +5     |
| Luksemburska Socjalistyczna Partia Robotnicza               | 784 048   | 23,4  | 14      | +1     |
| Partia Demokratyczna                                        | 460 601   | 16,1  | 10      | –5     |
| Zieloni                                                     | 355 895   | 11,6  | 7       | +2     |
| Komitet Akcji na rzecz Demokracji i Sprawiedliwych Emerytur | 278 792   | 10,0  | 5       | –2     |
| Lewica                                                      | 62 071    | 1,9   | 0       | –1     |
| Komunistyczna Partia Luksemburga                            | 35 524    | 0,9   | 0       | –      |
| Wolna Partia Luksemburga                                    | 1925      | 0,1   | 0       | –      |
| Głosy nieważne i puste                                      | 11 182    | –     | –       | –      |
| Razem                                                       | 200 092   | 100,0 | 60      | –      |